# Vesicisepalum
Vesicisepalum é um género botânico pertencente à família das orquídeas (Orchidaceae).